# Chobin, il principe stellare
Chobin, il principe stellare (星の子チョビン?, Hoshi no ko Chobin) è una serie televisiva anime del 1974 prodotta in 26 episodi dallo studio Studio Zero e trasmessa in Giappone dal network TBS.
Creata dal mangaka Shōtarō Ishinomori, la serie riesce a raccontare una avventurosa storia fantascientifica con canoni più simili a quelli della fiaba, un inusuale, ma riuscito connubio che ne decretò il successo anche presso fasce di pubblico (genitori, bambine e ragazze) normalmente non attratte dalla fantascienza animata nipponica.
In Italia la serie è stata trasmessa per la prima volta nel 1982 da Italia 1, mentre il manga originale è stato pubblicato da Kappa Edizioni nel 2011.

## Trama
Chobin è una buffa creatura (in realtà una vera e propria "larva" della sua specie, che allo stadio adulto assumerà la forma di un bellissimo umanoide dotato di ali trasparenti e lineamenti elfici) che precipita sulla terra dopo la conquista del proprio pianeta natale da parte delle forze tiranniche di Brunga, figura demoniaca paludata in un manto oscuro e dotata di ali da pipistrello.
Aiutato da un anziano eremita e da sua nipote (oltre che dagli animali della foresta con cui riesce a comunicare in qualche modo, grazie al talismano denominato "goccia di stella") il piccolo "principe stellare" eviterà dapprima le insidie e i sicari inviatigli contro dal perfido Brunga e quindi muoverà al contrattacco riuscendo a sconfiggerlo e a liberare sua madre, caduta sua prigioniera.

## Curiosità
Pur essendo qualcosa di puramente fantastico, si può dire che ogni elemento del cartone animato risponda ad un filo logico da rendere il tutto quasi credibile e scientificamente probabile, senza incongruenze. Per esempio, gli animali parlanti non sono la classica eccessiva umanizzazione delle bestie, ma il tutto è spiegato dal fatto che il protagonista possiede il talismano che funge da traduttore simultaneo; inoltre, la circostanza che vuole Chobin non lesionarsi quando cadeva dall'alto, era dovuto al fatto che era completamente elastico; la sua specie, poi, non era invincibile come si potesse  pensare, visto che gli andavano "sempre tutte bene": prova ne sia che nel penultimo episodio un suo simile è stato sacrificato al posto suo, a dimostrazione oltretutto che non era possibile allearsi nemmeno con il nemico. La diversità tra Chobin e sua madre era spiegata dal fatto che lui era una larva della sua specie destinata alla metamorfosi. L'orso Kumandon aveva come principale obiettivo quello di saziarsi di altri esseri viventi, compreso il protagonista, ma tra i due nascerà un'amicizia quando il principe dimostrerà nobili sentimenti di amicizia e aiuto (destinato a diventare reciproco) verso l'animale. Esso,inoltre, si dimostrava un leader alquanto prepotente nei confronti degli altri animali del gruppo, che minacciava spesso di mangiarli, ma questi sapranno come essergli amici; l'orso avrebbe potuto saziare il suo appetito con le creature inviate dal nemico Brunga, risolvendo i problemi a favore di tutti i personaggi positivi, ma si scoprirà impossibilitato a farlo, essendo questi fatti di materiale meccanico non commestibile. Andato in onda anche su Telepace.

## Episodi
| Nº | Titolo italiano Giapponese 「Kanji」 - Rōmaji                                      | In onda           | In onda |
| Nº | Titolo italiano Giapponese 「Kanji」 - Rōmaji                                      | Giapponese        |         |
| 1  | Arrivo sulla Terra 「ぼくは王子だぞ!!」 - boku ha ōji da zo!!                      | 5 aprile 1974     |         |
| 2  | Il segreto della stella stellare 「フェアリスターの秘密」 - fearisuta no himitsu   | 12 aprile 1974    |         |
| 3  | Il sogno 「王子はえらいんだ！」 - ōji haerainda!                                   | 19 aprile 1974    |         |
| 4  | Il talismano perduto 「星のしずくがなくなった！」 - hoshi no shizuku ga nakunatta! | 26 aprile 1974    |         |
| 5  | Un magnifico regalo 「すてきなプレゼント」 - sutekina purezento                    | 3 maggio 1974     |         |
| 6  | L'albero del demonio 「悪魔の木をたおせ！」 - akuma no ki wo taose!                | 10 maggio 1974    |         |
| 7  | Avventura in città 「まちぶせの丘」 - machibuse no oka                             | 17 maggio 1974    |         |
| 8  | Che bel ricordo 「大変なおみやげ」 - taihen naomiyage                              | 24 maggio 1974    |         |
| 9  | Il re della foresta 「トンカラ森の王者」 - tonkara mori no ōja                     | 31 maggio 1974    |         |
| 10 | Una nuova amicizia 「新しい仲間」 - atarashii nakama                               | 7 giugno 1974     |         |
| 11 | Avventura in cielo 「空をとんだぞ」 - sora wo tonda zo                             | 14 giugno 1974    |         |
| 12 | Un uovo in una notte di tempesta 「嵐の中の卵」 - arashi no naka no tamago         | 21 giugno 1974    |         |
| 13 | La ninna nanna della mamma 「ママ上の子守唄」 - mama ueno komoriuta                | 28 giugno 1974    |         |
| 14 | Fuoco nella foresta 「トンカラ森に火がついた！」 - tonkara mori ni hi gatsuita!    | 5 luglio 1974     |         |
| 15 | Il robotorso 「あべこべクマソどん」 - abekobe kumaso don                           | 12 luglio 1974    |         |
| 16 | La scuola di Cra-Cra 「不思議なカプセル」 - fushigi na kapuseru                    | 19 luglio 1974    |         |
| 17 | Chi mi canta la ninna nanna? 「とびだした王子」 - tobidashita ōji                  | 26 luglio 1974    |         |
| 18 | Madre e figlio 「原始怪獣が出たぞ！」 - genshi kaijū ga deta zo!                   | 2 agosto 1974     |         |
| 19 | Si passa all'attacco 「レーダーこうもりを追え!!」 - reda kōmoriwo oe!!             | 9 agosto 1974     |         |
| 20 | Allarme alla diga 「トンカラ森が大洪水」 - tonkara mori ga daikōzui                | 16 agosto 1974    |         |
| 21 | È la voce della mamma 「ママ上消えないで！」 - mama ue kie naide!                  | 23 agosto 1974    |         |
| 22 | Amico o nemico? 「敵か味方か!?兄弟ダヌキ」 - teki ka mikata ka!? kyōdai danuki     | 30 agosto 1974    |         |
| 23 | Un colore raggelante 「暑くて寒くて大さわぎ」 - atsuku te samuku te taisa wagi     | 6 settembre 1974  |         |
| 24 | È caduta una stella 「見つけたぞ！ブルンガ基地」 - mitsu ketazo! burunga kichi     | 13 settembre 1974 |         |
| 25 | Il sacrificio 「星から来た謎の少年」 - hoshi kara kita nazo no shōnen              | 20 settembre 1974 |         |
| 26 | L'epilogo 「さよならトンカラ森」 - sayonara tonkara mori                           | 27 settembre 1974 |         |

## Edizione italiana
La sigla italiana (scritta da Franco Migliacci e Mauro Goldsand) è incisa da Il mago, la fata e la zucca bacata su dischi RCA. Negli anni in cui questo cartone animato era trasmesso sulle reti Fininvest, la videosigla presentava un patchwork di sequenze prese dalle varie puntate, ma a partire dal 2000, con la ritrasmissione del cartone su alcune TV locali, sono state scelte delle sequenze più appropriate alle parole della canzone.

## Doppiaggio
| Personaggio           | Doppiatore giapponese | Doppiatore italiano |
| --------------------- | --------------------- | ------------------- |
| Chobin                | Fuyumi Shiraishi      | Georgia Lepore      |
| Brunga                | Tamio Ōki             | Carlo Hintermann    |
| Ruri Amakawa          | Mari Okamoto          | Antonella Baldini   |
| Dott. Amakawa         | Kousei Yagi           | Paolo Lombardi      |
| Regina Chiarastella   | Eiko Masuyama         | Maria Pia Mele      |
| Kumandon, l'orso      | Kosei Tomita          | Giuseppe Fortis     |
| Rapidan, il coniglio  | Yasuo Yamada          | Guido Cerniglia     |
| Acabè, la rana        | Ichiro Nagai          | Vittorio Stagni     |
| Kyroshon, la farfalla | Yoshiko Matsuo        | Paola Piccinato     |
| Saghiri, la cicogna   | Michiko Hirai         | Daniela Nobili      |